# أحمد الرشيد
أحمد الرشيد (13 أبريل 1986 -)، ممثل سعودي.

## عن حياته
حاصل على شهادة البكالوريوس من جامعة الملك سعود، تخصص حاسب آلي ودورات في مجال الحاسب، وامن المعلومات والشبكات، والبرمجة وفي التطوير المهني العالمي، وسينوغرافيا، وكتابة السيناريو والإخراج السينمائي، والتمثيل.

## مسيرته الفنية
بدأ احمد الرشيد مسيرته الفنية من عام 2005، عن طريق المسرح حيث تنوع في العديد من الأعمال المسرحية من سينوغرافيا وتمثيل وإخراج وإنتاج وسيناريو، والعديد من الدورات في هذا المجال واكثرها كان عن التمثيل، وشارك بالعديد من المسرحيات الداخلية والدولية، ومن اشهرها مسرحية خمس نجوم بطولة الفنان المصري حسن حسني، ثم تعمق في مجال التصوير الاحترافي والإخراج التلفزيوني، وابتداء التمثيل التلفزيوني من عام 2016 ودخل عالم الشهرة وحقق نجاحه لتقمصه شخصية سعد الطيان في مسلسل ( العاصوف ) وشخصية فراج في مسلسل ( عندما يكتمل القمر ) وبعدها انطلقت مسيرته الفنية.

## أعماله

### المسلسلات
| سنه الإنتاج | اسم المسلسل | الشخصية     |
| ----------- | --- | ----------- |
| 2016        | شباب البومب 5 دواعي الشر | احمد        |
| 2018        | سداسيات احساس | فهد         |
| 2019        | بدون فلتر 2 | ابراهيم     |
| 2019        | عندما يكتمل القمر "الفنان السعودي احمد الرشيد لـ هي : نجاح مسلسل عندما يكتمل القمر جعل الجمهور يطالب بموسم جديد". مجلة هي. 6 فبراير 2021. مؤرشف من الأصل في 2022-12-28. | فراج        |
| 2019        | العاصوف | سعد الطيان  |
| 2020        | كحل ابيض | عزام        |
| 2020        | دنيا العشق (حنين) | حمود        |
| 2021        | عندما يكتمل القمر ٢ | فراج        |
| 2021        | بخور القصائد | الدكتور سعد |
| 2022        | العاصوف 3"احمد الرشيد في برنامج العاصوف بودكاست على mbc". ٢٠ ابريل ٢٠٢٢. مؤرشف من الأصل في 2022-12-28. {{استشهاد ويب}}: تحقق من التاريخ في: \|سنة= (مساعدة)             | سعد الطيان  |

### المسرحيات
| سنه الإنتاج | اسم المسرحية         | الدور          | المكان             |
| ----------- | -------------------- | -------------- | ------------------ |
| 2012        | استراحة العيال       | باكستاني ميزان | الامارات           |
| 2012        | هاملت 3g             |                | الرياض             |
| 2014        | رصيف سبعه            | دور شايب       | الدمام             |
| 2016        | محاولة تحليق         |                | الرياض             |
| 2016        | مدرسة خمس نجوم       | احمد           | الرياض             |
| 2017        | الفصل الاخير         |                | الرياض             |
| 2017        | قاط وقاط (حكايا مسك) | دور قريع       | البحرين و السعودية |
| 2018        | استراحة العيال       | باكستاني ميزان | الرياض             |
| 2022        | مسرحية صالة 4        | الجاحظ         | الرياض             |

### الأفلام
| سنه الإنتاج | اسم الفيلم       | الدور |
| ----------- | ---------------- | ----- |
| 2019        | المرشحة المثالية | راشد  |